# TNA Impact!
TNA Impact! – program telewizyjny o tematyce wrestlingu, realizowany przez amerykańską federację Total Nonstop Action Wrestling (dawniej Impact Wrestling).
Pierwsza emisja programu odbyła się 4 czerwca 2004 w stacji Fox Sports Net, natomiast ostatni odcinek wyemitowano tam 27 maja 2005. Zanim federacja podpisała umowę ze Spike TV TNA Impact! był rozpowszechniany między 24 czerwca a 16 września 2005 za pośrednictwem ograniczonego rynku na Urban America Television oraz w Internecie. Od października 2005 do grudnia 2014 program znajdował się w ramówce Spike TV, po czym na początku 2015 został przeniesiony do Destination America. W kolejnym roku federacja nawiązała współpracę z Pop, gdzie Impact! był nadawany do stycznia 2016. Od początku 2019 program był dostępny kanale The Pursuit Channel, następnie pod koniec tego samego roku emisję programu powierzono stacji AXS TV. Jednocześnie w latach 2019-2021 program można było śledzić na platformie internetowej Twitch.